# Rosina (Shield)
Rosina és una òpera còmica de William Shield amb llibret en anglès de Frances Brooke. L'òpera va ser escrita entre 1771 i 1772, i es va estrenar al Theatre Royal, Covent Garden el 31 de desembre de 1782.

## Enregistraments
- Rosina. Enregistrament complet amb la instrumentació original, però amb instruments moderns. Amb Margreta Elkins (Rosina), Elizabeth Harwood (Phoebe), Monica Sinclair (William), Robert Tear (Mr. Belville), Kenneth MacDonald (Captain Belville), els Ambrosian Singers i la London Symphony Orchestra, sota la batuta de Richard Bonynge. Decca 1966, 50 minuts.